# 檢察官謬誤
檢察官謬誤（prosecutor's fallacy）是一種非形式謬誤，係取一不甚相關、或有關但未正確考慮條件機率的數據，認定被告「無辜的機率」很小。

## 示例
例一
小明上個月買了一張樂透彩券，卻很幸運地中了頭彩。結果他被檢察官約談，理由是被懷疑收買內部員工。檢察官的論據是，大樂透頭彩的中獎機率只有約一千四百萬分之一，所以小明只有一千四百萬分之一的機率是無辜的。
然而，大樂透中獎機率與小明無辜的機率無關。
例二
某市發生一起兇殺案，現場證據不多，但死者掙扎時疑似抓到了來自兇手身上的皮膚，實驗室鑑定結果發現小明與之相符，於是小明被起訴。檢察官說，這種檢驗平均每1000人只會有一人符合，因此小明有罪的機率是999/1000。
然而，正確的計算方法要使用貝氏定理。小明有罪的事前機率若為P，則小明確實有罪的機率為{\displaystyle {\frac {0.999P}{0.999P+0.001(1-P)}}}，而P值是變動的，端視對小明不利的證據而定。假定對小明不利的唯一證據是小明住在案發城市，而該市人口為1,000,000，則P為1/1,000,000，代入上式可知小明確實有罪的機率略低於1/1000。直觀地說，若是小明僅為檢驗庫中篩選出的某個符合者，在沒有其他線索指出小明涉案的情況下，全市有近1000人符合此種檢驗，且不符合者也有少數可能性為犯人，因此小明涉案的機率僅接近1/1000。

## 外部連結
- （英文） Discussion of the prosecutor's fallacy
- （繁體中文） 運動禁藥的科學與爭議 （页面存档备份，存于）